# Historia Afganistanu
Historia Afganistanu sięga jeszcze epoki starożytnej, kiedy to jego tereny wchodziły w skład rozlicznych mocarstw swoich czasów, także jako ich główne ośrodki. Powstanie współczesnego państwa związane jest z działalnością szacha/chana Ahmeda Szaha Abdalego (1722–1772). 

## Czasy przedislamskie

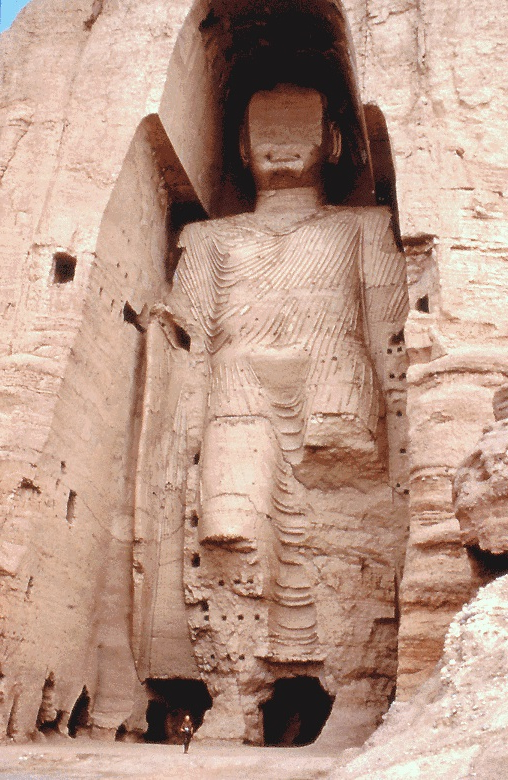
Posągi Buddy w Bamianie

Wczesne ośrodki miejskie pojawiły się na terenach dzisiejszego Afganistanu w III tysiącleciu p.n.e. Po 2000 roku p.n.e. zamieszkali na tych terenach Ariowie. Za ich czasów powstało, w miejscu gdzie dzisiaj jest Kabul, miasto. Na przełomie VI i V wieku p.n.e. ziemie Afganistanu zostały podbite przez króla Persji Dariusza I Wielkiego. Perscy władcy borykali się z ciągłymi rebeliami w okolicach dzisiejszych Kandaharu i Kwety. W roku 329 p.n.e. do Afganistanu dotarł ze swoją armią Aleksander Macedoński. Podbił kraj i założył wiele miast, w których zamieszkali greccy koloniści. Panowanie Greków również spotkało się z licznymi buntami miejscowej ludności. Po śmierci Aleksandra tereny Afganistanu przypadły Seleucydom, a później helleńskiemu królestwu Baktrii. W latach 170–160 p.n.e. znaczną część Afganistanu opanowali Partowie. W roku 50 n.e. Afganistan padł łupem przybyłych ze stepów Azji Kuszanów. Najeźdźcy ci nie zniszczyli jednak istniejącej wówczas helleńsko-buddyjskiej kultury i za ich panowania osiągnęła ona szczyt rozwoju. Około 220 roku państwo Kuszanów rozpadło się na drobne państewka, które 180 lat później zostały najechane przez Heftalitów (białych Hunów). Położyli oni kres, mającej już za sobą 700 lat istnienia, kulturze helleńsko-buddyjskiej. W 550 roku po raz drugi nad Afganistanem zapanowali Persowie. Sto lat później dotarli tam Arabowie, którzy przynieśli ze sobą islam.

## 650–1747
Terytoria tworzące dzisiejszy Afganistan dość wcześnie odpadły od arabskiego kalifatu, a władzę w nim sprawowały kolejno różne lokalne dynastie. Najsłynniejszą z nich są Ghaznawidzi, którzy na początku XI wieku opanowali ziemie od Chorasanu aż po Pendżab. Około 1220 roku do Afganistanu wdarli się z północy Mongołowie. Zniszczyli większość miast oraz system irygacyjny, który zapewniał mieszkańcom tego kraju dobre plony. Pod koniec XIV wieku ziemie afgańskie zostały ponownie zaatakowane przez Timura. Jeden z jego potomków imieniem Babur uczynił w XVI wieku z Afganistanu bazę, z której uderzył na Indie, gdzie założył dynastię Mogołów. Przez kolejne dziesięciolecia ziemie dzisiejszego Afganistanu były podzielone pomiędzy Persję i Indie. W pierwszej połowie XVIII wieku władca Persji, Nadir Szach, zdołał opanować indyjską część Afganistanu.

## I Emirat

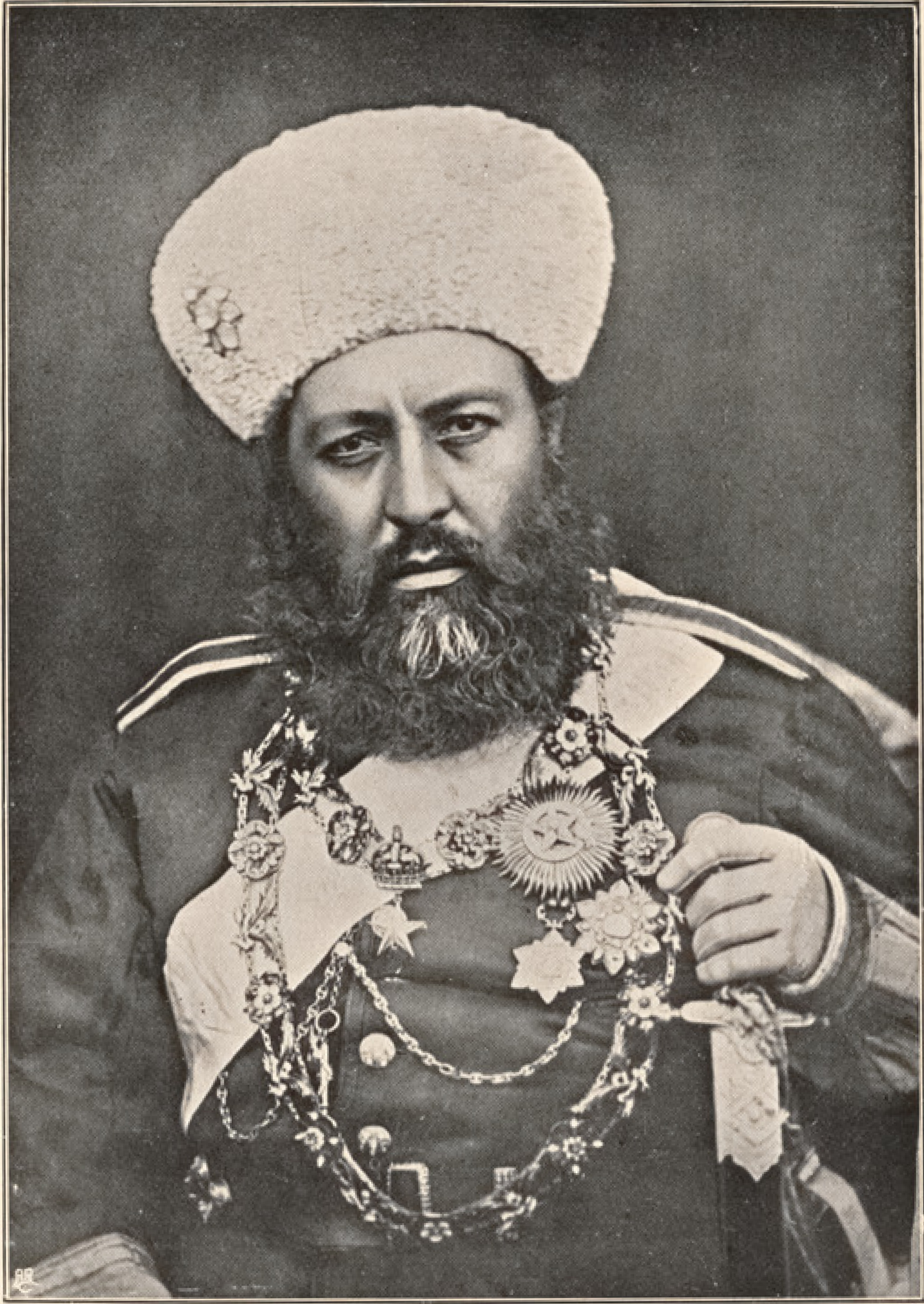
Abd ar-Rahman Chan

Po śmierci władcy Persji jego podkomendny, Ahmed Szah, który był przywódcą jednego z afgańskich plemion, zdołał stworzyć w 1747 roku niepodległe państwo, którego granice odpowiadały z grubsza granicom dzisiejszego Afganistanu. Zapoczątkowana przez Ahmeda Szaha dynastia Durrani rządziła krajem do roku 1818, kiedy to wygasła. Afganistan rozpadł się na cztery samodzielne księstwa feudalne. Po ośmiu latach bezkrólewia nowym władcą został emir Dost Muhammad, który ponownie zjednoczył kraj. Za jego panowania o kontrolę nad Afganistanem zaczęły rywalizować Wielka Brytania i Rosja. Brytyjczycy próbowali osadzić na tronie swojego kandydata, co wywołało pierwszą wojnę afgańską (1838–1842) między Brytyjczykami i Afgańczykami. Brytyjczycy zdołali na krótko obalić Dost Muhammada, ale ostatecznie musieli opuścić Afganistan. Piętnaście lat po wojnie Dost Muhammad zawarł sojusz z Wielką Brytanią. Po jego śmierci i krótkiej wojnie domowej o tron nowym władcą kraju został jeden z synów zmarłego, Szer Ali. W 1878 roku wybuchła kolejna wojna z Brytyjczykami, a rok później Szer Ali zmarł. W roku 1880 emirem Afganistanu został Abd ar-Rahman Chan. Za jego panowania w wyniku licznych umów doprecyzowano granice kraju. Wtedy to Brytyjczycy wymusili oddanie pasa ziem zamieszkanych przez Pasztunów, który dzisiaj tworzy pakistańskie północno-zachodnie pogranicze. Abd ar-Rahman Chan zmarł w 1901 roku, a tron objął jego syn Habibullah. Sześć lat później Wielka Brytania i Rosja zawarły porozumienie gwarantujące niepodległość Afganistanu, z zastrzeżeniem brytyjskiej kontroli nad afgańską polityką zagraniczną. Podczas I wojny światowej Afganistan zachował neutralność. W rok po jej zakończeniu Habibullah został zamordowany. Jego następca Amanullah Chan, chcąc się uwolnić od brytyjskich wpływów, najechał jeszcze w tym samym roku Indie. Wojna zakończyła się uwolnieniem Afganistanu od brytyjskiego nadzoru nad polityką zagraniczną.

## Królestwo Afganistanu
W roku 1926 Amanullah Chan przyjął tytuł króla, ale trzy lata później został obalony przez przeciwników silnej europeizacji kraju, zaś część terytorium kraju (w tym stolica) znalazła się pod kontrolą nieuznawanego międzynarodowo Emiratu Afganistanu, istniejącego kilka miesięcy pod panowaniem uzurpatora Habibullaha Kalakaniego, obalonego wkrótce przez kuzyna króla, Muhammada Nadira Chana, który następnie jako Nadir Szach sam objął tron królewski. Nowy król zaprzestał polityki reformatorsko-modernizacyjnej swego kuzyna. W związku z walkami klanowymi i tzw. vendettą, w roku 1933 zginął z ręki nastolatka. Koronę przejął jego syn Muhammad Zahir Chan, który zachował neutralność podczas II wojny światowej, a w 1946 roku wprowadził Afganistan do ONZ. W 1964 roku Afganistan proklamował nową konstytucję, stając się odtąd monarchią konstytucyjną. W 1965 roku odbyły się pierwsze wolne wybory do parlamentu afgańskiego. Gdy Indie przestały być brytyjską kolonią, władze afgańskie chciały, aby Pasztuni mieszkający na terenach odłączonych od Afganistanu w 1893 roku mogli swobodnie zadecydować o losie swoich terenów. Zaoferowano im jedynie wybór między Pakistanem a Indiami. Wybrali to pierwsze. Od 1955 roku Afganistan naciskał na przyznanie pakistańskim Pasztunom autonomii, ale te działania również nie przyniosły efektów i przyczyniły się do długotrwałego kryzysu w stosunkach z Pakistanem.
Na początku lat 70. susze wywołały poważny kryzys gospodarczy w Afganistanie. Król Muhammad Zahir Chan nie potrafił mu sprostać i w lipcu 1973 roku został obalony przez młodych oficerów i działaczy frakcji „Parczam” Ludowo-Demokratycznej Partii Afganistanu.

## I Republika
Prezydentem republiki został kuzyn króla generał Muhammad Daud Chan. Ogłosił on koniec istnienia monarchii i proklamował Republikę Afganistanu. Utworzył rząd koalicyjny z udziałem przedstawicieli „Parczamu”, którzy otrzymali 7 stanowisk ministerialnych w republikańskim rządzie. W początkowym okresie rządów Daud Chan prowadził politykę współpracy z ZSRR, co nie spodobało się Stanom Zjednoczonym, które oskarżyły go o chęć wprowadzenia w kraju rządu według wzorca radzieckiego. Do 1975 roku umocnił swoją władzę na tyle, że mógł odstąpić od tej polityki i przejść na stronę prozachodnią. Jednocześnie doprowadził do coraz większej autokracji. W 1977 roku zatwierdził nową konstytucję, wprowadzającą prezydencką formę rządów i system jednopartyjny, z Partią Rewolucji Narodowej (założoną w 1974 roku) jako jedyną legalną partią. Jednocześnie zdelegalizowano wszystkie partie polityczne oraz wykluczono z rządu przedstawicieli „Parczamu”. Do więzień masowo trafiali również byli sojusznicy Dauda z LDPA. Doszło też do zabójstw politycznych, a ofiarą jednego z nich padł Mir Akbar Chajbar, którego śmierć była bezpośrednią przyczyną obalenia Dauda w wyniku kolejnego puczu z kwietnia 1978 roku.

## Demokratyczna Republika Afganistanu
Nowym prezydentem w wyniku puczu został Nur Mohammed Taraki z lewicowej Ludowo-Demokratycznej Partii Afganistanu. W miejsce I Republiki powołana została Demokratyczna Republika Afganistanu. Jej rząd ogłosił wdrożenie programu radykalnych zmian społecznych, które w rezultacie miały doprowadzić do liberalizacji społeczeństwa afgańskiego i przeobrażenia struktury społecznej. Reformy kwestionowały tradycyjne wartości i ugruntowane struktury władzy na obszarach wiejskich. Rząd wprowadził do życia politycznego kobiety i położył kres przymusowym małżeństwom. Rząd 1 stycznia 1979 roku zainicjował reformę rolną. Opierając się na poprzednich działaniach Mohammada Dauda Chana, nowy rząd stworzył program alfabetyzacji wsparty przez UNESCO. Jako że naród afgański był głęboko islamski, reformy nie zostały ze skutkiem wprowadzone w całym kraju. Reformy te zwiększyły opór części Afgańczyków wobec rządu. Siła oporu względem reform doprowadziła do wybuchu wojny domowej. Trzon antyrządowej religii stanowili mudżahedini sunniccy, mniejsze grupy stanowili szyiccy mudżahedini oraz rebelianci maoistowscy. Również wewnątrz rządzącej partii doszło do sporów – radykalne skrzydło Chalk całkowicie zdominowało umiarkowany Parczam.
We wrześniu 1979 roku przywódcą Afganistanu został Hafizullah Amin. W kilka dni później doszło na jego polecenie do fizycznej likwidacji wewnątrzpartyjnej opozycji – w tym dotychczasowego premiera Afganistanu, Nur Muhammada Tarakiego, który zginął 14 września 1979 roku. Dojście Amina do władzy spowodowało przyjęcie polityki umiarkowanej polegającej na próbach przekonania Afgańczyków co do tego, że rząd nie jest antyislamski. Rząd Amina zaczął inwestować w odbudowę meczetów i wypłacał odszkodowania za ich zniszczenia w okresie radykalnej sekularyzacji. W okresie krótkiego przywództwa starał się zdemokratyzować władzę i obiecał nie dopuścić do utworzenia rządów jednoosobowych. Rząd opublikował również listę osób straconych w okresie rządów Tarakiego, a winą za nie obarczono byłego lidera kraju. Amin próbował zmniejszyć zależność Afganistanu od ZSRR. Próbował to zrealizować poprzez zrównoważenie polityki zagranicznej polegającej na zacieśnieniu stosunków z Iranem i Pakistanem. Postawa Amina budziła obawy w ZSRR, gdzie na afgański rząd patrzono z coraz większą podejrzliwością. Szczególnie niechętnie przywódcy ZSRR patrzyli na Amina po tym, gdy ten spotkał się z Gulbuddinem Hekmatjarem będącym jednym z czołowych antykomunistów w Afganistanie. Prezydent starał się nawiązać lepsze stosunki z USA, a na początku grudnia 1979 roku, Ministerstwo Spraw Zagranicznych zaproponowało wspólne spotkanie na między Aminem a pakistańskim prezydentem Muhammadem Zią ul-Haqem.
Zmiany w polityce zagranicznej forsowane przez Amina oraz jego nieudolność w prowadzeniu wojny domowej doprowadziła do radzieckiej interwencji rozpoczętej w nocy między 24 a 25 grudnia 1979 roku, kiedy to radzieckie wojska powietrznodesantowe opanowały strategiczne lotniska w Kabulu i Bagramie. 27 grudnia 1979 roku rozpoczęła się operacja „Sztorm-333”, mająca na celu zlikwidowanie Hafizullaha Amina. Amin został zastrzelony, a jego następcą został Babrak Karmal z umiarkowanej, lecz proradzieckiej frakcji Parczam. Inwazja planowana jako wojna błyskawiczna, przeistoczyła się w długotrwały konflikt. Karmal po objęciu władzy ogłosił amnestię w wyniku której na wolność wypuszczono więźniów dwóch poprzednich rządów. Jego rząd zwrócił ponadto skonfiskowane mienie, przyznał koncesje przywódcom religijnym oraz sprywatyzował niektóre nieruchomości znacjonalizowane podczas wcześniejszych reform. Wszystkie te działania, z wyjątkiem ogólnej amnestii więźniów, były wprowadzane stopniowo. Karmal jako praktykujący muzułmanin przystąpił do powrotu do odwoływań do tradycyjnych zwyczajów afgańskich oraz islamskich. W styczniu 1984 roku Karmal drastycznie ograniczył reformę rolną wprowadzoną przez Tarakiego i Amina. Liberalne i proreligijne reformy nie doprowadziły do zakończenia wojny domowej, a opozycja zbrojna, której fundamentem był islam kontynuowała walki ze świeckim rządem. Opozycja uzyskała wsparcie USA i państw regionu oraz tysięcy ochotników islamskich, którzy przybyli do Afganistanu w celu prowadzenia świętej wojny.

## II Republika
W 1987 roku na stanowisku prezydenta Karmal zastąpiony został przez Mohammada Nadżibullaha, który w ramach liberalizacji systemu zlikwidował Demokratyczną Republikę Afganistanu, tworząc w jej miejsce II Republikę Afganistanu. Z inicjatywy Nadżibullaha powstała Komisja Pojednania Narodowego. Choć program nie udał się, to rządowi udało się przeciągnąć na swoją stronę wielu mudżahedinów rozczarowanych polityką opozycji, zasilili oni rządowe milicje. We wrześniu 1986 roku przygotowano nową konstytucję, którą zatwierdzono 29 listopada 1987 roku. W czerwcu 1988 roku Rada Rewolucyjna, której członkowie byli wybierani przez kierownictwo partii, zostało zastąpione przez Zgromadzenie Narodowe, którego przedstawiciele byli wybierani w wyborach. Znacznej zmianie uległa ideologia LDPA, która coraz mniej odwoływała się do socjalistycznych wzorców. W 1989 roku nazwę rządzącej partii zmieniono na Partię Ojczyzny, która przesunęła się w stronę umiarkowanego islamu. Rząd afgański pod jego kierownictwem ograniczył radzieckie wpływy oraz zezwolił na start w wyborach opozycji. W lutym 1989 roku Sowieci wycofali ostatnich żołnierzy z Afganistanu, ale wbrew oczekiwaniom obserwatorów rząd wciąż utrzymywał się u władzy. ZSRR kontynuował wsparcie finansowe i zaopatrzeniowe dla Afganistanu. W dalszym ciągu mudżahedini otrzymywali wsparcie ze strony Pakistanu i Stanów Zjednoczonych, a celem zbrojnej opozycji było od tego czasu ustanowienie państwa opartego na fundamentalistycznym islamie. Po wycofaniu się Sowietów doszło do stopniowej islamizacji kraju – konstytucja z 1990 roku deklarowała, że Afganistan jest państwem islamskim i ostatecznie zlikwidowano z niego odniesienia do myśli lewicowej. Artykuł pierwszy konstytucji z 1990 roku potwierdził, że Afganistan jest niezależnym, jednolitym i islamskim państwem. 

## Islamskie Państwo Afganistanu i II Emirat
W 1992 roku rząd II Republiki został obalony, a zwycięzcy utworzyli nowy rząd, a prezydentem kraju został Tadżyk Burhanuddin Rabbani. Nowym państwem afgańskim stało się Islamskie Państwo Afganistanu. Jedność zwycięzców skończyła się jednak bardzo szybko. Pierwszy przeciwko rządowi wystąpił Gulbuddin Hekmatjar. Kraj zaczął się rozpadać na kilka stref kontroli, a najcięższe walki toczyły się o Kabul. W ich trakcie wcześniej prawie nietknięte miasto zostało bardzo zniszczone.
W 1994 roku w Afganistanie pojawili się talibowie, czyli wspierani głównie przez Pakistan fundamentalistyczni, islamscy studenci, przeważnie narodowości pasztuńskiej, którzy bardzo szybko stali się znaczącą siłą. Rabbani i Hekmatjar porozumieli się na początku 1996 roku, ale nie powstrzymało to postępów talibów, którzy we wrześniu zdobyli Kabul i ogłosili się rządem Islamskiego Emiratu Afganistanu. Na jego czele stał mułła Mohammad Omar. Rząd talibów uznały tylko Pakistan, Arabia Saudyjska i Zjednoczone Emiraty Arabskie. Reszta świata (w tym ONZ) uznawała za legalne władze prezydenta Burhanuddina Rabbaniego i jego rząd. Na kontrolowanych przez siebie terenach (wtedy dwie trzecie Afganistanu) talibowie wprowadzili surowe prawo zwyczajowe, m.in. drastycznie ograniczające prawa kobiet. W następnych kilkunastu miesiącach talibowie zdobyli 90% terytorium Afganistanu, a jedynym liczącym się przeciwnikiem był już tylko wsławiony walkami z wojskami radzieckimi Ahmad Szah Masud ze swoją tadżycką armią. W tym czasie do Afganistanu przybył przywódca Al-Ka’idy Usama ibn Ladin. Już w 1998 roku USA zażądały jego wydania za zamachy w Kenii i Tanzanii. Talibowie odmówili. W sierpniu 1998 roku na jeden z obozów należących do organizacji bin Ladena spadły amerykańskie pociski typu Tomahawk. W listopadzie 1999 roku ONZ nałożyła na Afganistan sankcje gospodarcze, również żądając wydania ibn Ladina. Sankcje wzmocniono w styczniu 2001 roku (m.in. zakazem sprzedaży broni do Afganistanu). W marcu 2001 roku talibowie zniszczyli dwa gigantyczne starożytne posągi Buddy w Bamianie. Podobny los spotkał tysiące mniejszych zabytków. Akt ten potępiło również wiele krajów muzułmańskich.

## III Republika

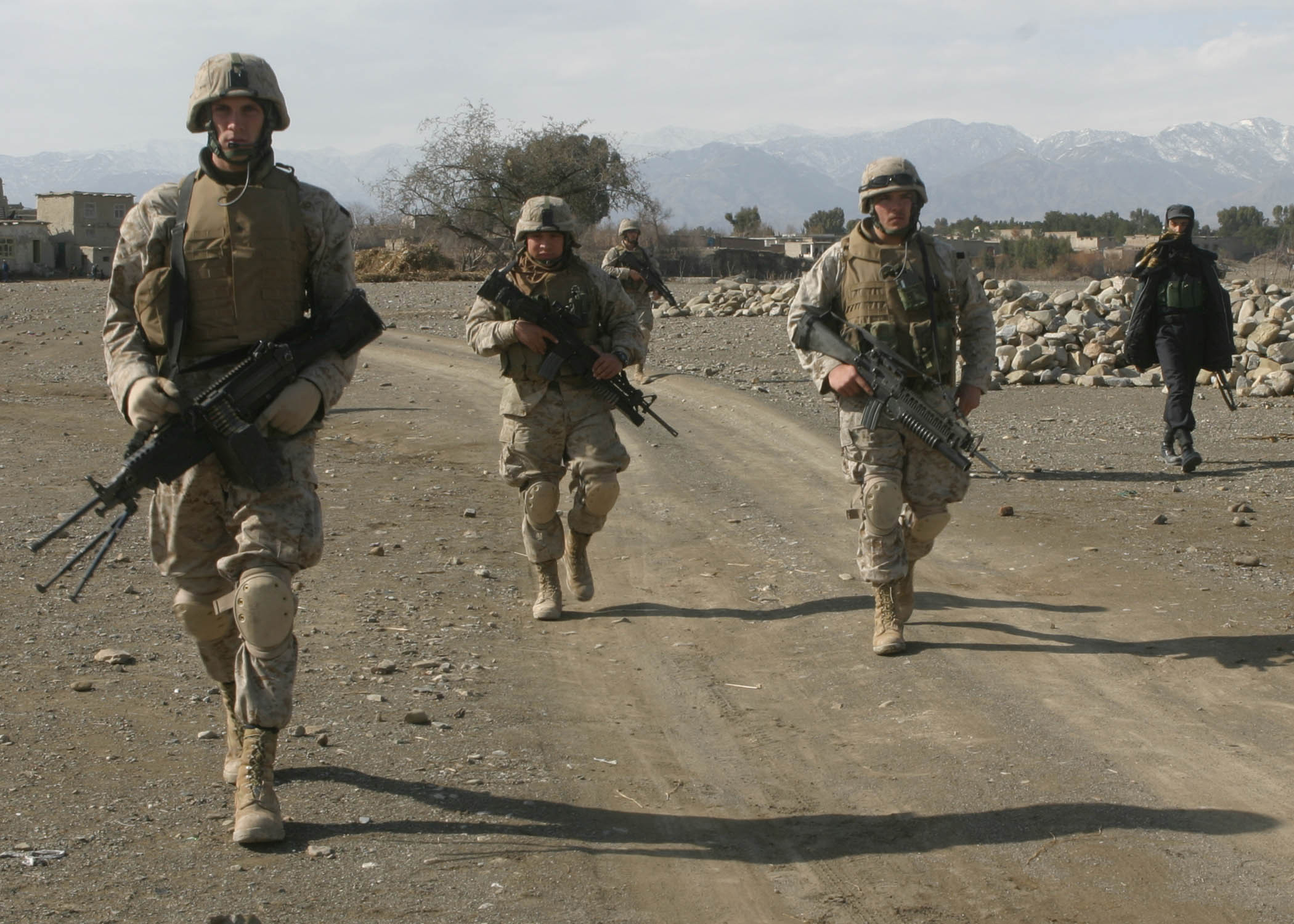
Amerykański patrol w Afganistanie

9 września 2001 roku zamachowcy udający algierskich dziennikarzy zdetonowali bombę podczas rozmowy z Masudem. Dwa dni później dokonano zamachów na budynki World Trade Center w Nowym Jorku i Pentagon w Waszyngtonie. Stany Zjednoczone prawie natychmiast uznały, że winę ponosi Al-Ka’ida i zażądały od talibów wydania jej przywódcy, Usamy ibn Ladina. Ci odrzucili amerykańskie żądanie, więc w niedzielę 7 października 2001 roku amerykańskie oraz brytyjskie siły powietrzne rozpoczęły bombardowanie wyznaczonych celów. Korzystając z hojnej amerykańskiej i rosyjskiej pomocy, Sojusz Północny złożony głównie z Tadżyków i Uzbeków ruszył na talibów. Wielu lokalnych komendantów (w tym także Pasztuni) szybko przeszło na stronę USA zaś siły talibów poszły w rozsypkę. Kilka tysięcy amerykańskich żołnierzy rozpoczęło polowanie na ibn Ladina i mułłę Mohammada Omara, jednak obaj zdołali umknąć. Do stycznia 2002 roku siły talibów i Al-Ka’idy zostały całkowicie rozbite.
Władzę w Afganistanie objął Pasztun Hamid Karzaj, wybrany przez Loja Dżirgę w czerwcu 2002 roku na prezydenta, a do kraju przybyło kilkadziesiąt tysięcy żołnierzy sił pokojowych pod dowództwem NATO. Wielu z ponad trzech milionów afgańskich uchodźców, którzy żyli – czasami od ponad 10 lat – głównie w Iranie i Pakistanie zaczęło wracać do kraju. Członkowie zwycięskiej koalicji zajęli się odbudową kraju zniszczonego ponad 20-letnią wojną. Jednak wielu lokalnych przywódców dysponowało własnymi oddziałami zbrojnymi i nie chciało się podporządkowywać władzom w Kabulu, a w górach i na pograniczu z Pakistanem wciąż ukrywały się siły talibów. Potrafili oni zadawać dotkliwe ciosy. Na przykład w lipcu 2002 roku zamachowcy zastrzelili w Kabulu wiceprezydenta kraju Hadżiego Abdula Kadira, a we wrześniu 2011 roku Burhanuddina Rabbaniego. Od wiosny 2003 roku nasiliły się ataki na wojska międzynarodowe, siły wierne władzom w Kabulu oraz organizacje humanitarne, które musiały zrezygnować z działalności w zdominowanej przez Pasztunów południowo-zachodniej części kraju. W latach 2005–2006 liczebność i aktywność sił antyrządowej opozycji znacznie się wzmogła, a straty wojsk rządowych oraz sił NATO systematycznie rosły. 

## III Emirat
29 lutego 2020 roku USA i talibowie podpisali porozumienie pokojowe. Pomimo tego, 15 sierpnia 2021 roku talibowie przejęli Kabul i większą część Afganistanu.